# Birkirkara Football Club 2015-2016
Questa voce raccoglie le informazioni riguardanti il Birkirkara Football Club nelle competizioni ufficiali della stagione 2015-2016.

## Rosa
Fonte:
| N. |                      | Ruolo | Calciatore          |
| -- | -------------------- | ----- | ------------------- |
|    | Nigeria (bandiera)   | P     | Ini Akpan           |
|    | Croazia (bandiera)   | P     | Miroslav Koprić     |
|    | Malta (bandiera)     | P     | Justin Tonna        |
|    | Austria (bandiera)   | D     | Christian Bubalović |
|    | Malta (bandiera)     | D     | Zachary Cassar      |
|    | Malta (bandiera)     | D     | Beppe Jaccarini     |
|    | Serbia (bandiera)    | D     | Predrag Jović       |
|    | Argentina (bandiera) | D     | Mauricio Mazzetti   |
|    | Spagna (bandiera)    | D     | Moreno              |
|    | Malta (bandiera)     | D     | Andrew Scicluna     |
|    | Serbia (bandiera)    | D     | Nikola Vukanac      |
|    | Malta (bandiera)     | D     | Kurt Zammit         |
|    | Malta (bandiera)     | D     | Joseph Zerafa       |
|    | Malta (bandiera)     | C     | Edmond Agius        |
|    | Croazia (bandiera)   | C     | Mislav Anđelković   |
|    | Malta (bandiera)     | C     | Cain Attard         |
|    | Malta (bandiera)     | C     | Shaun Bajada        |
|    | Malta (bandiera)     | C     | Antoine Borg        |
|    | Malta (bandiera)     | C     | Ryan Camenzuli      |

| N. |                                 | Ruolo | Calciatore          |
| -- | ------------------------------- | ----- | ------------------- |
|    | Serbia (bandiera)               | C     | Srđan Dimitrov      |
|    | Cile (bandiera)                 | C     | Edison Bilbao       |
|    | Malta (bandiera)                | C     | Matthew Guillaumier |
|    | Malta (bandiera)                | C     | Gareth Sciberras    |
|    | Malta (bandiera)                | C     | Ryan Scicluna       |
|    | Malta (bandiera)                | C     | Daniel Zerafa       |
|    | Malta (bandiera)                | A     | Dylan Aquilina      |
|    | Malta (bandiera)                | A     | Matteo Buttigieg    |
|    | Brasile (bandiera)              | A     | Emerson Marcelina   |
|    | Malta (bandiera)                | A     | Edward Herrera      |
|    | Italia (bandiera)               | A     | Fabrizio Miccoli    |
|    | Bosnia ed Erzegovina (bandiera) | A     | Edin Murga          |
|    | Slovenia (bandiera)             | A     | Vito Plut           |
|    | Brasile (bandiera)              | A     | Rafael Ledesma      |
|    | Nigeria (bandiera)              | A     | Frank Temile        |
|    | Malta (bandiera)                | A     | Terence Vella       |
|    | Malta (bandiera)                | A     | Clint Zammit        |
|    | Malta (bandiera)                | A     | Kurt Zammit         |